# Dinonemertes mollis
Dinonemertes mollis är en djurart som tillhör fylumet slemmaskar, och som beskrevs av sensu Coe 1926. Dinonemertes mollis ingår i släktet Dinonemertes och familjen Dinonemertidae. Inga underarter finns listade i Catalogue of Life.